# William Edwards (Basketballspieler)
William Allen „Bill“ Edwards (* 22. August 1971 in Middletown (Ohio)) ist ein ehemaliger US-amerikanischer Basketballspieler.

## Laufbahn
Edwards stellte mit 2303 Punkten sowie 907 Rebounds zwischen 1989 und 1993 neue Bestmarken für die Hochschulmannschaft der Wright State University auf. Beim Draftverfahren der NBA im Jahr 1993 ging Edwards leer aus, schaffte aber über die Continental Basketball Association (CBA), in der er 1993/94 für die Mannschaft Sioux Falls Skyforce im Schnitt 20 Punkte und 7 Rebounds pro Spiel erzielte, den Sprung in die NBA. Ende Februar 1994 erhielt er von den Philadelphia 76ers einen Vertrag über zehn Tage. Der 2,03 Meter große Power Forward bestritt in dieser Zeit drei NBA-Spiele für Philadelphia (2 Punkte, 4,7 Rebounds/Spiel).
Edwards setzte seine Laufbahn in Europa fort, spielte 1994/95 bei Birex Verona (Italien; 19,6 Punkte und 9 Rebounds/Spiel), 1995/96 bei Cagiva Varese (Italien; 23,3 Punkte/Spiel), 1996/97 bei AEK Athen (Griechenland), 1997/98 stand er in Calze Pompea Rom unter Vertrag und kam auf 20,5 Punkte je Begegnung. Ende April 1998 wurde er zu einer 40-tägigen Spielsperre verurteilt, nachdem in einer von ihm am 15. März 1998 abgegebenen Dopingprobe der verbotene Stoff Ephedrin gefunden worden war.
Ab Januar 1999 stand Edwards bei Kinder Bologna unter Vertrag, seine weiteren Stationen lauteten: 1999/2000 PAOK Thessaloniki, ab Dezember 2000 ASVEL Lyon-Villeurbanne (Frankreich; 19 Punkte/Spiel), ab Januar 2002 wieder PAOK Thessaloniki, ehe er noch vor dem Saisonende nach Spanien zu Casademont Girona ging und drei Ligaspiele für die Mannschaft bestritt. In Teilen der Saison 2003/04 verstärkte Edwards Hapoel Jerusalem (Israel), zur Saison 2004/05 wechselte er in die deutsche Basketball-Bundesliga zu RheinEnergie Köln. Mit Köln wurde er deutscher Pokalsieger, in der Bundesliga war er mit 16,5 Punkten je Begegnung bester Korbschütze der Rheinländer. Teils wurde ihm in seiner Kölner Zeit mangelnde Verteidigungsarbeit vorgeworfen. In seiner letzten Spielzeit als Berufsbasketballspieler stand der US-Amerikaner bei den EWE Baskets Oldenburg unter Vertrag, erzielte für die Niedersachsen 14,4 Punkte und 5,8 Rebounds pro Spiel und schied mit ihnen im Bundesliga-Viertelfinale aus.
Zu seinen Erfolgen auf Vereinsebene zählen der Gewinn des italienischen Pokalwettbewerbs, das Erreichen des EuroLeague-Endspiels (wurde im Endspiel aber nicht eingesetzt) (jeweils 1999 mit Bologna), der Triumph im französischen (2001 mit Lyon-Villeurbanne) und im deutschen Pokal (2005 mit Köln). In der Saison 2000/01 wählten ihn das Fachblatt MaxiBasket und die Sportzeitung L’Équipe jeweils zum besten Ausländer der französischen Liga. Edwards erhielt zu Spielerzeiten den Spitznamen „Dollar-Bill“.

### Nationalmannschaft
Edwards gewann 1998 mit der US-Nationalmannschaft Bronze bei der Weltmeisterschaft. Er erzielte im Turnierverlauf 3,7 Punkte je Begegnung.